# Шлегово
Шлегово (на македонска литературна норма: Шлегово) е село в североизточната част на Северна Македония, община Кратово.

## География
Шлегово е малко планинско селце. Разположено е на около 3 км западно от Кратово. Средната му надморска височина е 861 м. До селото може да се стигне през общинския център Кратово от изток и разположеното в съседство село Приковци от запад, през което преминава второстепен път от град Пробищип, за Кратово.

## История
В османски данъчни регистри на немюсюлманското население от вилаета Кратова от 1618-1619 година селото е отбелязано под името Ишлегова с 21 джизие ханета (домакинства). Списък на селищата и на немюсюлманските домакинства в същия вилает от 1637 година сочи 24 джизие ханета в Ишлекова.
В XIX век Шлегово е изцяло българско село в Кратовска кааза на Османската империя. Църквата „Света Богородица“ е от 1861 година. Според статистиката на Васил Кънчов („Македония. Етнография и статистика“) от 1900 г. Шлегово има 530 жители, всички българи християни.
В началото на XX век население на селото са под върховенството на Българската екзархия. По данни на секретаря на екзархията Димитър Мишев („La Macédoine et sa Population Chrétienne“) през 1905 година в Шлегово (Chlegovo) има 592 българи екзархисти и в селото работи българско училище.
При избухването на Балканската война в 1912 година един човек от Шлегово е доброволец в Македоно-одринското опълчение.
През 1922-1923 година е открита поща, която функционира до 6 април 1941 година.
Шлегово е от сравнително по-големите селца в община Кратово, а близостта му до общинския център успява да го запази сравнително по-живо. Селото разполага с бърза помощ. Между Шлегово и Приковци е изградена пречиствателна станция, от която на гравитационен принцип се снабдяват с вода за пиене 6 села в Кратовско.

## Личности
Родени в Шлегово
- Андон Янев (1873 – 1904), български революционер от ВМОРО, четник на Атанас Бабата[8]
- Георги Игнатов Манов, български военен деец, загинал през Първата световна война[9]
- Димитър Якимов (р. 1941), български футболист
- Душко Наневски (1929 – 1994), поет, литературен критик и есеист от Северна Македония
- Йордан Досев (1883 – ?), български революционер от ВМОРО, четник на Атанас Бабата[8]
- Никола Якимов, български търговец и общественик
- Спиро Пилката, български революционер, четник на Дончо Ангелов в 1914 година[10]
- Стоян Шлеговски, български революционер, кривопаланечки войвода от ВМОРО, вероятно от Шлегово[11]
- Яким Митев (? – 26 май 1925), български революционер, деец на ВМРО[12]